# سینما فلسطین (تبریز)
سینما فلسطین یک سینما در شهر تبریز، ایران است.
این سینما که متعلق به اداره فرهنگ و ارشاد اسلامی تبریز می‌باشد در سال ۱۳۲۸ با یک سالن افتتاح شده‌است.